# Hickmanolobus nimorakiotakisi
Espèce
Hickmanolobus nimorakiotakisi est une espèce d'araignées aranéomorphes de la famille des Orsolobidae.

## Distribution
Cette espèce est endémique du Queensland en Australie. Elle se rencontre dans le parc national de Lamington.

## Description
Le mâle holotype mesure 1,63 mm.

## Étymologie
Cette espèce est nommée en l'honneur de Bill Nimorakiotakis.

## Publication originale
- Baehr, Raven & Hebron, 2011 : Orsolobidae of the IBISCA-Queensland project at Lamington National Park. Memoirs of the Queensland Museum Nature, vol. 55, no 2, p. 439-449 (texte intégral).